# 希腊国家情报局
希腊国家情报局（希臘語：ΕθνικήΥπηρεσίαΠληροφοριών，ΕΥΠ，ethnikiypiresiapliroforion）希腊的国家情报机构，於1953年成立，其总部设在雅典。

## 任务
它的任务是维护国家安全，通过：
- 情报收集，分析；
- 反外国间谍活动；
- 确保国家通讯传播安全。

## 人员构成
它由下列人员组成：
- 文职人员；
- 科技人才；
- 现役军官，或警察。

由于工作性质，其总人数保密。

## 其他
工作格言：